# Patrick Flueger

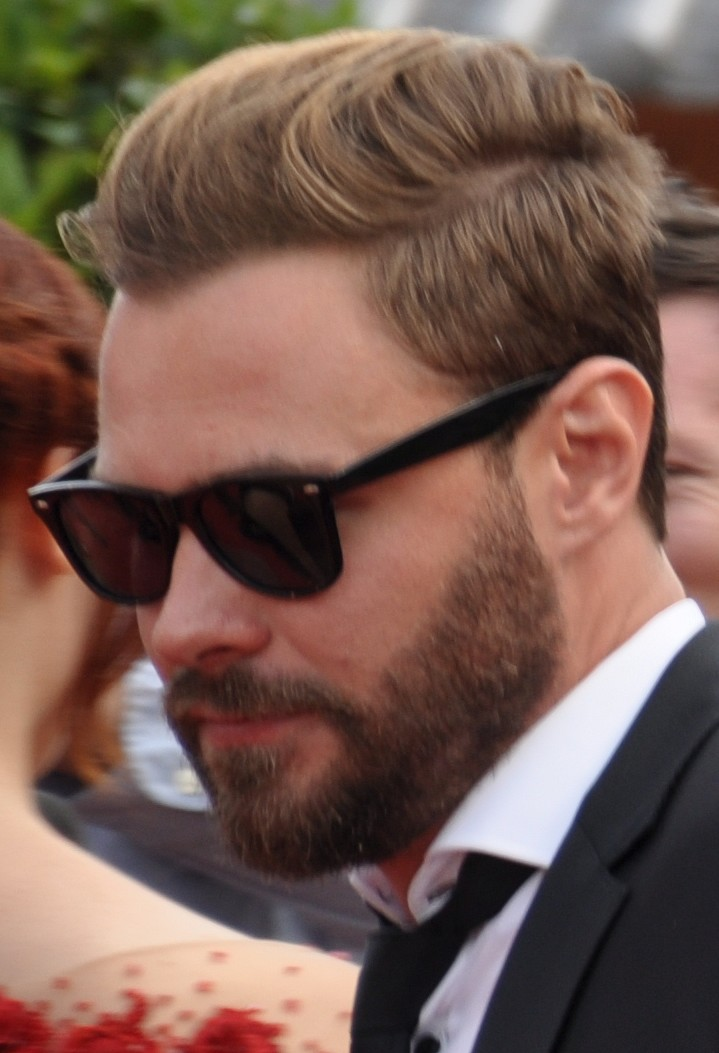
Patrick Flueger (2015)

Patrick John Flueger (* 10. Dezember 1983 in Red Wing, Minnesota) ist ein US-amerikanischer Filmschauspieler und Musiker.

## Karriere
Bekannt wurde Flueger 2004 durch seine Hauptrolle in der Mysteryserie 4400 – Die Rückkehrer, doch schon seit 2001 steht er vor der Kamera. Sein Filmdebüt hatte er mit einer Nebenrolle in Plötzlich Prinzessin. Weitere Rollen, vor allem im Fernsehen, folgten. 2004 wurde Flueger für seine Rolle in dem Fernsehfilm „Twelve Mile Road“ mit dem Nachwuchspreis Young Artist Award nominiert. 2010 übernahm er die Hauptrolle des Izaak ‘Ike’ Koffin in Darren Lynn Bousmans Mother’s Day – Mutter ist wieder da, einer Neuverfilmung des Troma-Kultfilmes Muttertag. Seit 2014 ist er in der Serie Chicago P.D. zu sehen.
Neben der Schauspielerei war Flueger eine Zeit lang Frontmann der Band Sleeper 7.

## Filmografie (Auswahl)
- 2001: Plötzlich Prinzessin (The Princess Diaries)
- 2003: Für alle Fälle Amy (Judging Amy, Fernsehserie)
- 2003: CSI: Miami (Fernsehserie)
- 2003: Boston Public (Boston Public, Fernsehserie)
- 2003: Keine Gnade für Dad (Grounded for Life, Fernsehserie)
- 2003: JAG – Im Auftrag der Ehre (JAG, Fernsehserie)
- 2004: Law & Order: Special Victims Unit (Fernsehserie)
- 2004–2007: 4400 – Die Rückkehrer (The 4400, Fernsehserie)
- 2009: Kill Theory (Kill Theory)
- 2009: Brothers
- 2009: The Job
- 2010: Mother’s Day – Mutter ist wieder da (Mother’s Day)
- 2011: Footloose
- 2013: Warehouse 13
- 2013: Hatfields & McCoys (Fernsehfilm)
- 2013: Criminal Minds (Fernsehserie, Episode 8x15)
- seit 2014: Chicago P.D. (Fernsehserie)
- seit 2014: Chicago Fire
- 2017: The Super
- 2019: Chicago Med (Fernsehserie)